# Euclidiodes ocris
Euclidiodes ocris är en fjärilsart som beskrevs av Louis Beethoven Prout. Euclidiodes ocris ingår i släktet Euclidiodes och familjen mätare. Inga underarter finns listade i Catalogue of Life.